# حب الثلج
حب الثلج  أو جنبة الدُّر أو السنفورينة أو السمفورين (الاسم العلمي: Symphoricarpos) هو جنس من النباتات يتبع الفصيلة المعزية الورق من رتبة الممشقيات.

## معرض صور

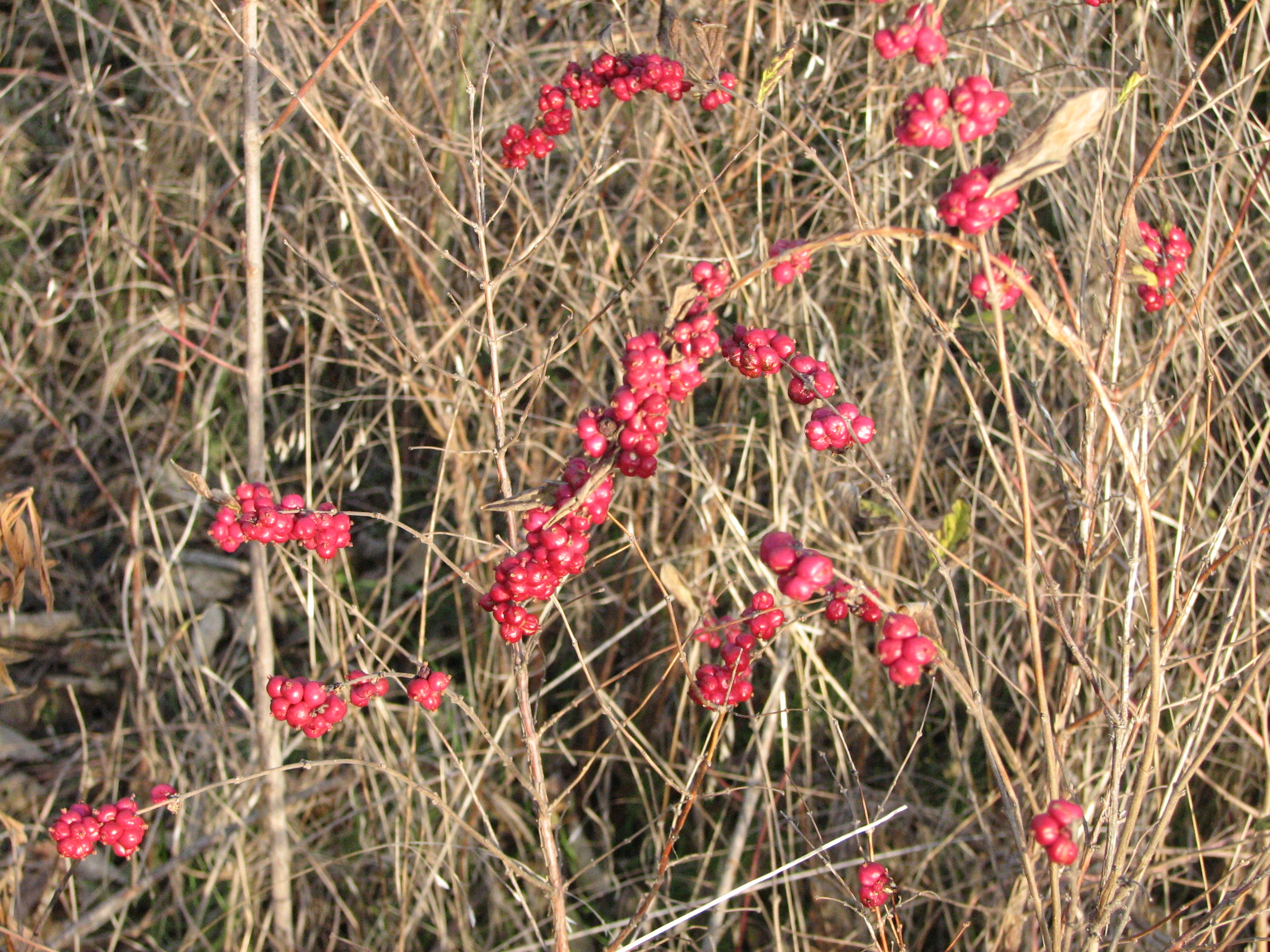
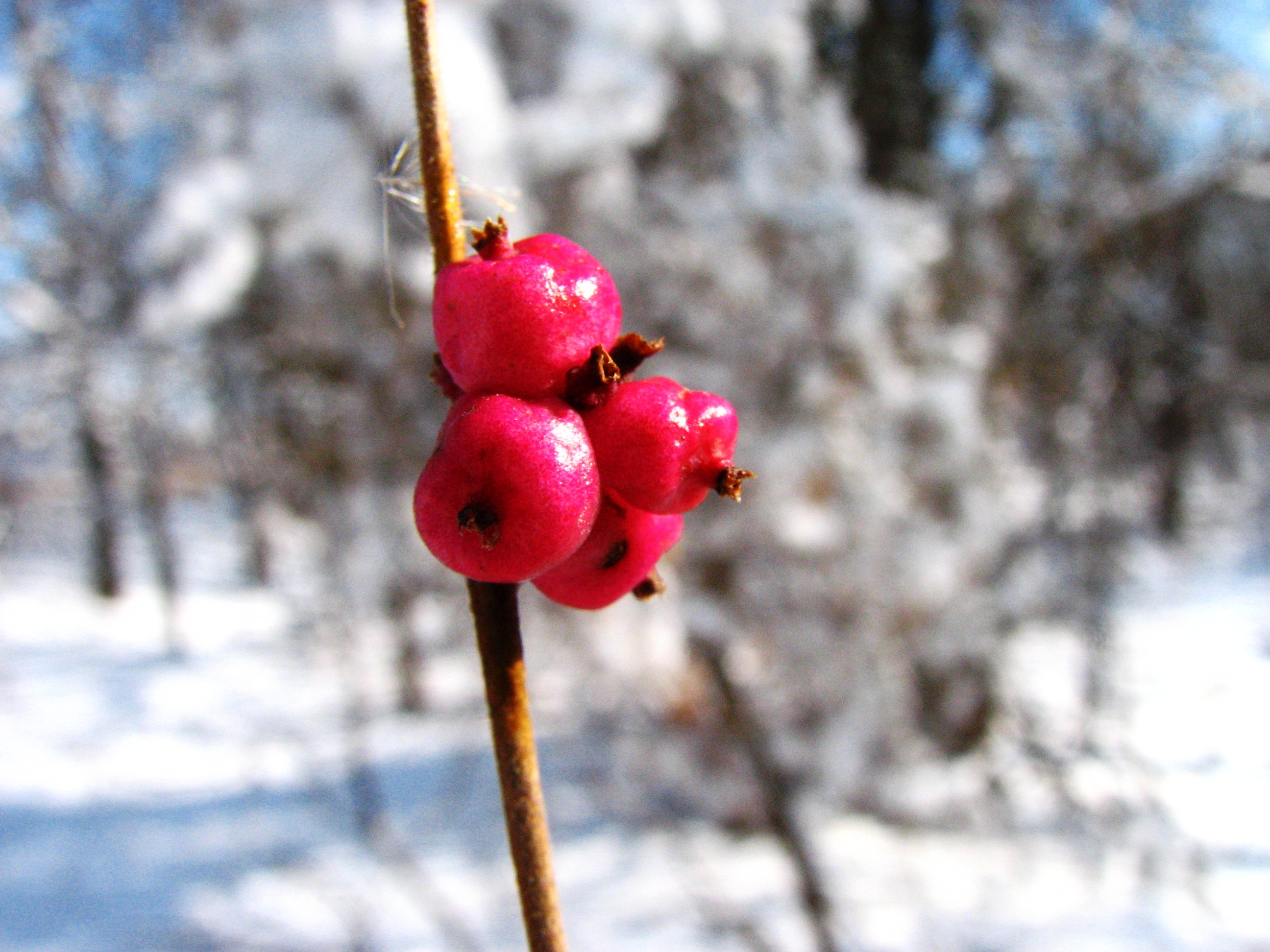
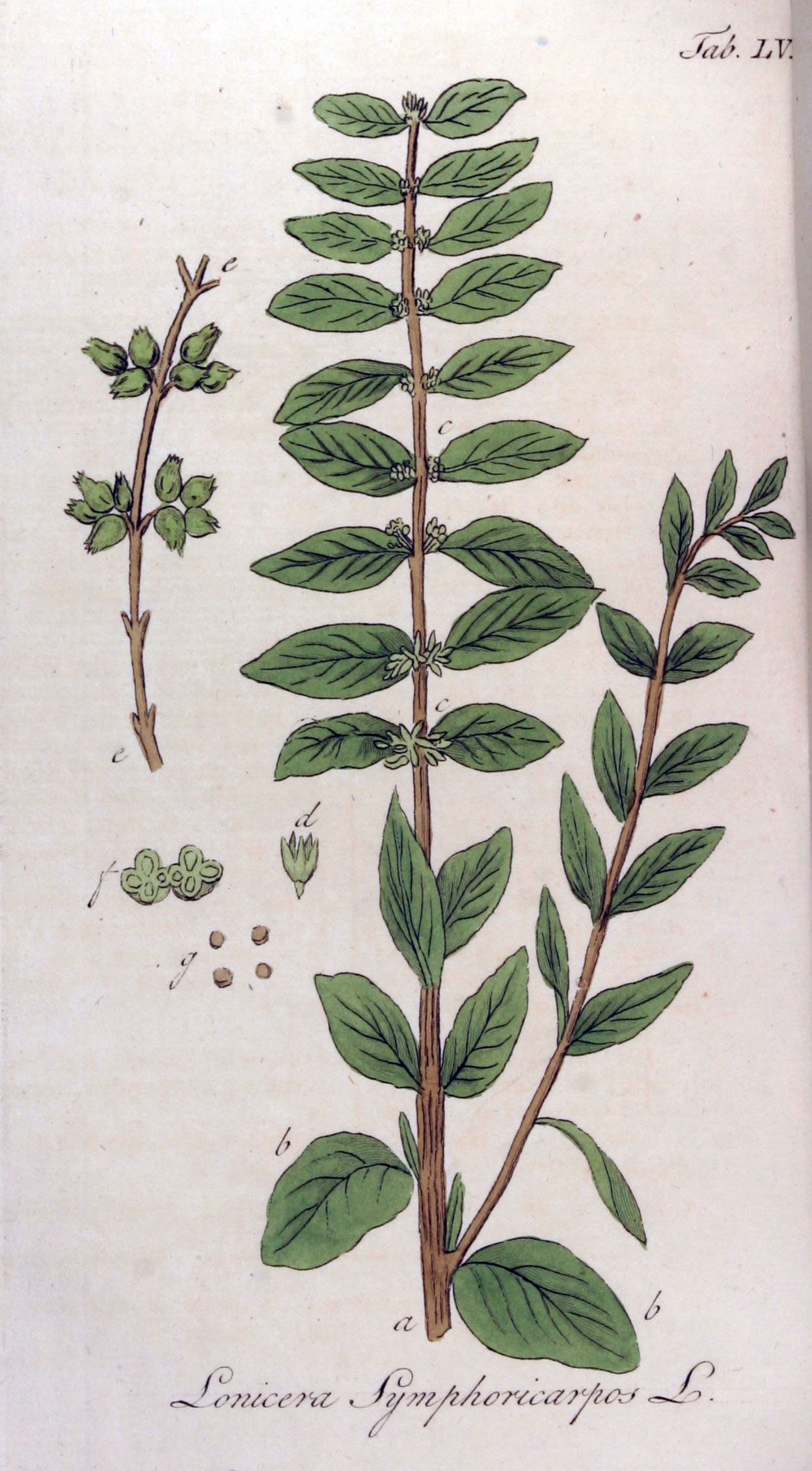
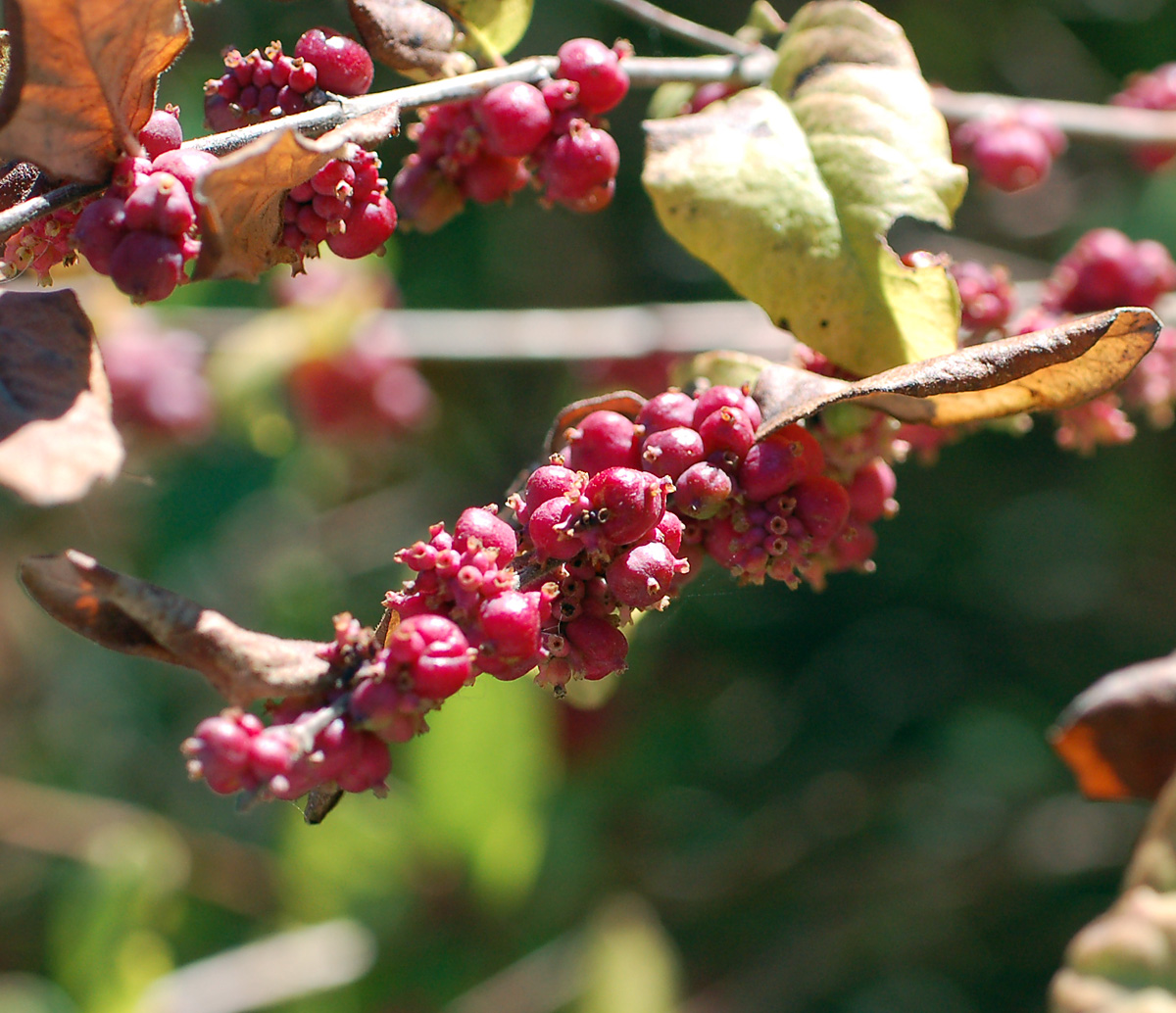

## أنواع حب الثلج
- حب الثلج الأبيض
- حب الثلج الباريشي
- حب الثلج البالميري
- حب الثلج الجبلي
- حب الثلج الرخو
- حب الثلج الصيني
- حب الثلج الغربي
- حب الثلج الغواتيمالي
- حب الثلج المدبب
- حب الثلج المدور
- حب الثلج صغروي الأوراق
- حب الثلج طويل الأزهار
- حب الثلج عنيبي
- حب الثلج غربي
- حب الثلج الغوادالوبي
- حب الثلج مستدير الأوراق
- حب الثلج الأريجي
- حب الثلج الأملس
- حب الثلج البيضوي
- حب الثلج الزجاجي
- حب الثلج السنبلي
- حب الثلج الشائع
- حب الثلج اللالحوي
- حب الثلج المتطاول
- حب الثلج المتكتل
- حب الثلج المتكور
- حب الثلج المكسيكي
- حب الثلج المهدب
- حب الثلج أحمر الثمار
- حب الثلج ذو رائحة
- حب الثلج متباين الأوراق